# Agència Europea per a la Reconstrucció
L'Agència Europea per a la Reconstrucció (EAR) era una agència de la Unió Europea (UE) que tenia l'objectiu de gestionar els programes de reconstrucció als països dels Balcans afectats per les guerres dels Balcans (1991-2001).
Va ser creada pel Consell de la Unió Europea el desembre de 1999 i va s'activar el febrer de l'any 2000. Va establir la seu a la ciutat grega de Tessalònica. L'agència havia de contribuir, entre d'altres, a fomentar el de bon govern, instaurar institucions per crear l'estat de dret, desenvolupar mercats lliures i infraestructures crítiques, organitzar la protecció ambiental i social així com crear una societat civil més cohesionada. Tenia un pressupost d'uns 1600 milions d'euros. Va comptar amb centres operatius a les ciutats de Belgrad, Priština, Podgorica i Skopje.
Va deixar d'estar operativa l'any 2008. Hugues Mingarelli en va ser director i Richard Zink el director general.